# ラストマン・スタンディング (ゲーム)
ラストマン・スタンディング（英: Last Man Standing; LMS）は、ファーストパーソン・シューティングゲームのマルチプレイヤーデスマッチモードの一つ。
ラストマン・スタンディングにおけるプレイヤーの目的は他のプレイヤーを倒して生き残ることである。基本的なルールは概ねデスマッチモードと同じであるが、重要な違いとしてリスポーンは制限されているかできなくなっている。
各プレイヤーは試合ごとに特定数のライフを与えられ（一つだけの場合はリスポーンはできない）、それらのライフが尽きればプレイヤーが現行の試合に復帰することはできなくなり、勝者が決まり試合が終了するまで不可視の観戦者として留まることになる。
ラストマン・スタンディングを採用した一部のゲームではプレイヤーが武器や弾薬などのアイテムをマップ上で入手することができるが、多くの場合においてプレイヤーは十分な武器と弾薬を持って試合が開始し、マップで入手することはできない。
ラストマン・スタンディングにはいくつかの異なるバリエーションが存在し、その中でも最も一般的なのがラストチーム・スタンディング（英: Last Team Standing; LTS）である。ラストチーム・スタンディングは、最後までチームメンバーを残したチームが勝利するゲームである。
縮小していくプレイゾーンのシステムを搭載した最初のラストマン・スタンディングのゲームは1983年に発売された『ボンバーマン』である。

## キャンプ
ラストマン・スタンディングにおいて「キャンプ」は非常に有効であるが、非社会的で不誠実な手段と考えられている。プレイヤーは他のプレイヤーたちが殺し合っている間隠れることができ、その結果プレイヤーの大半はすでに殺された状態となる。隠れているプレイヤーはライフの面で有利になる(常に動き続ける他のプレイヤーよりも多く殺されることがないため)だけでなく、残りライフ数が減少し不利になった少数のプレイヤー達と戦うことになる。これは勝利のチャンスをプレイヤースキルに関係なく明確に他者より高めることを意味する。それ故にキャンプはしばしば不正行為とみなされている。
キャンプはゲームの進行を停滞させる傾向がある。キャンプをすると非常に有利になるため、一部のプレイヤーが排除されるまで待つために皆が隠れるようになり、ゲームを進行することができなくなる。
 『Unreal Tournament 2004』 のような（当時としては）先進的なゲームはプレイヤーがキャンプをしているかどうかをプレイヤーの動作から検知することができる。検知した場合プレイヤーは初めに警告を受け、警告後もプレイヤーがキャンプを続行した場合サーバーのルールに基づいて措置が取られる（一般的にはキャンプをしたプレイヤーはゲームから排除される）。
車両戦闘ゲームにおいてプレイヤーがライバルの車両に当てる度にリセットされるタイムアウト時間によってキャンプは防止できる。
『PLAYERUNKNOWN'S BATTLEGROUNDS』や『フォートナイト バトルロイヤル』、『Apex Legends』などのバトルロイヤルゲームでは、LMSのプレイヤーのプレイ可能エリアの規模が徐々に縮小し、同時に致死的なエネルギーフィールドが拡大していくことでキャンプを抑止する。エネルギーフィールドが接近している時に安全地帯へと移動しないプレイヤーは、その後フィールドに飲み込まれ継続的なダメージを受けるため、体力が残っている内に安全地帯に到着できないと死亡する。